# 4446 Carolyn
4446 Carolyn este un asteroid din centura principală, descoperit pe 15 octombrie 1985 de Edward Bowell.